# Чемпіонат світу з боксу серед жінок
Чемпіонат світу з боксу серед жінок — спортивне змагання з боксу серед жінок, що проводиться Міжнародною асоціацією боксу (англ. International Boxing Association, AIBA).

## Історія
Перший жіночий чемпіонат відбувся у 2001 році. Через намагання проводити жіночі чемпіонати раз в два роки між 2006 і 2018 роками чемпіонати проводилися в парні роки, а з 2019 року перейшли на номінальний розклад у непарні роки.
Кількість змагальних вагових категорій постійно змінювалася. З 1 серпня 2021 року жінки поділяються на 12 вагових категорій таким чином:
- 45–48 кг (мінімальна вага)
- 48–50 кг (перша найлегша вага)
- 50–52 кг (найлегша вага)
- 52–54 кг (легша вага)
- 54–57 кг (напівлегка вага)
- 57–60 кг (легка вага)
- 60–63 кг (перша напівсередня вага)
- 63–66 кг (напівсередня вага)
- 66–70 кг (перша середня вага)
- 70–75 кг (середня вага)
- 75–81 кг (напівважка вага)
- +81 кг (важка вага)

## Чемпіонат світу серед жінок
| Рік  | Чемпіонат           | Посилання | Місце                | Дата                    |
| ---- | ------------------- | --------- | -------------------- | ----------------------- |
| 2001 | 1. Чемпіонат світу  |           | Скрентон США         | 24 листопада – 2 грудня |
| 2002 | 2. Чемпіонат світу  |           | Анталья Туреччина    | 21 – 27 жовтня          |
| 2005 | 3. Чемпіонат світу  |           | Подольськ Росія      | 26 вересня – 2 жовтня   |
| 2006 | 4. Чемпіонат світу  |           | Нью-Делі Індія       | 18 – 23 листопада       |
| 2008 | 5. Чемпіонат світу  |           | Нінбо КНР            | 22 – 29 листопада       |
| 2010 | 6. Чемпіонат світу  |           | Бриджтаун Барбадос   | 10 – 18 вересня         |
| 2012 | 7. Чемпіонат світу  |           | Ціньхуандао КНР      | 9 – 20 травня           |
| 2014 | 8. Чемпіонат світу  |           | Чеджу Південна Корея | 16 – 24 листопада       |
| 2016 | 9. Чемпіонат світу  |           | Астана, Казахстан    | 18 – 27 травня          |
| 2018 | 10. Чемпіонат світу |           | Нью-Делі Індія       | 15 – 24 листопада       |
| 2019 | 11. Чемпіонат світу |           | Улан-Уде Росія       | 3 – 13 жовтня           |
| 2022 | 12. Чемпіонат світу |           | Стамбул Туреччина    | 8 – 20 травня           |
| 2023 | 13. Чемпіонат світу |           | Нью-Делі Індія       | 15 – 26 березня         |

## Медальний залік (2001—2023)
| Місце | Країна            | Золото | Срібло | Бронза | Загалом |
| ----- | ----------------- | ------ | ------ | ------ | ------- |
| 1     | Росія             | 25     | 12     | 26     | 63      |
| 2     | КНР               | 21     | 16     | 20     | 57      |
| 3     | Індія             | 14     | 8      | 21     | 43      |
| 4     | Туреччина         | 11     | 8      | 16     | 35      |
| 5     | США               | 8      | 9      | 22     | 39      |
| 6     | КНДР              | 8      | 7      | 10     | 25      |
| 7     | Канада            | 8      | 3      | 17     | 28      |
| 8     | Ірландія          | 8      | 1      | 1      | 10      |
| 9     | Казахстан         | 5      | 7      | 17     | 29      |
| 10    | Італія            | 5      | 6      | 4      | 15      |
| 11    | Китайський Тайбей | 5      | 0      | 2      | 7       |
| 12    | Франція           | 4      | 3      | 8      | 15      |
| 13    | Україна           | 3      | 7      | 10     | 20      |
| …     |                   |        |        |        |         |

## Дивись також
- Чемпіонат світу з боксу